# 石川みなみ
石川 みなみ（いしかわ みなみ、1996年8月4日 - ）は、日本テレビのアナウンサー。夫は元日本テレビアナウンサーの佐藤義朗。

## 略歴
広島県広島市出身。
広島県立広島皆実高等学校卒業。1年間の浪人を経て早稲田大学教育学部教育学科卒業。
大学在学中はスプラウトに所属していた。
大学2年次には「Waseda Collection 2017」のモデルを務めた。
2017年9月23日、FMサルース『gee up sprout』へパーソナリティとして初出演
大学4年次には「早慶クラシコ2019」の早稲田大学応援マネージャーを務めた。
大学卒業後、2020年日本テレビに入社。同年7月20日、『ZIP!』と『スッキリ』で同期入社の北脇太基、田辺大智、忽滑谷こころと共に初お披露目された。同年9月28日より『ZIP!』のSHOWBIZ担当として加入した。ちなみに2022年入社の林田美学と2023年入社の渡邉結衣は大学の後輩にあたる。
2021年3月9日、同年4月3日より『ゼロイチ』に進行担当としてレギュラー出演することが発表された。同年4月1日、Twitterの公式アカウントを開設した。
2023年9月2日、前年5月末に日本テレビを退社した元アナウンサーの佐藤義朗との結婚が報じられ、同日、『ゼロイチ』の番組内と、2日後の9月4日の『ZIP!』番組冒頭で結婚を報告した。

## 人物
- 身長164 cm[3]。
- 特技は5歳から13年間続けてきた陸上競技の長距離走[3][7][24]。
- 趣味はランニング[7]、陸上マガジンを読むこと[7]、くずし字の解読[3]、ボルダリング[3][7]。
- 尊敬している高橋尚子の座右の銘である「何も咲かない寒い日は下へ下へと根を伸ばせ。やがて大きな花が咲く。」をモットーにしている[3]。
- 2017年2月に放映された『秘密のケンミンSHOW』（読売テレビ）の「広島美人特集」で、街頭インタビューに登場し、「将来は日本テレビのアナウンサーになりたい」と答え、その夢を叶えた[6][9]。
- 大学時代は、カナダ（2回）、オーストラリア、台湾での留学経験があり[3]、大学3年次にはインターンでカンボジアのプロサッカーチームのアンバサダーを務めた経験がある[3][12]。
- 好きなものは「THE FIRST TAKE」とNiziUを挙げている[25]。NiziUではマヤ推しである[25]。
- 祖父は原爆投下後、知り合いを探しに広島市内に入り二次被爆をした[4]。毎年8月6日に広島平和記念公園で行われる広島平和記念式典で、小学生2人が「平和への誓い」を読み上げるが、石川は小学6年生の時にその内容を話し合う20人に選ばれ、石川の書いた文章が2008年の同式典において一部読まれた[4]。

## 出演番組
太字は出演中
- 人生が変わる1分間の深イイ話（2020年8月3日） - 密着VTR
- ZIP! - SHOWBIZキャスター
  - 月・水・金曜担当（2020年9月28日 - 2021年3月26日）
  - 月 - 水曜担当（2021年3月29日 - 2025年3月26日）
  - 忽滑谷こころの代理（2021年5月14日・11月18日・19日、2022年7月29日）
  - 林田美学の代理（2023年7月7日・8月4日・9月8日、2024年2月23日）
- ゼロイチ（2021年4月3日 - 2023年9月30日） - 進行
- ヒルナンデス!
  - 滝菜月の代理（2021年11月26日）
  - 浦野モモの代理（2024年10月25日）
- キユーピー3分クッキング（2022年7月2日 - 30日） - アシスタント
- スッキリ（2022年8月18日） - 岩田絵里奈の代理
- カズレーザーと学ぶ。（2022年10月25日・11月1日・2023年1月10日・2月7日・3月28日） - 進行
- Oha!4 NEWS LIVE - メインキャスター
  - 木曜担当（2023年4月6日 - 2025年3月27日）
  - 佐藤真知子の代理（2024年11月29日）
- ぐるぐるナインティナイン - 「グルメチキンレース・ゴチになります!24」の食材探しの旅に「イシカワチャンマン」としてリリー（見取り図）扮する「リリチャンマン」[26]とともに参加した。
- 日テレNEWS24（不定期）
- DayDay.
  - 杉野真実の代理（2023年8月17日[注 4]）
  - 黒田みゆの代理（2023年8月18日）
- ズームイン!!サタデー
  - 女性総合司会（2024年4月6日 - 5月25日）
  - 滝菜月の代理（2024年7月20日）
- 全国高等学校クイズ選手権（2024年 - ） - メインアナウンサー
- Going!Sports&News（2025年3月29日 - ） - 土曜ニュースキャスター
- ストレイトニュース
  - （2025年4月1日 - ） - 火曜（11:20 - 11:30）キャスター
  - （2025年5月28日） - 後呂有紗の代理
- 情報ライブ ミヤネ屋（読売テレビ制作、2025年4月1日 - ） - 火曜ニュースコーナーキャスター
- news every.サタデー（2025年4月5日 - ） - キャスター
- バンキシャ! - 伊藤遼の代理（2025年6月22日）

## 雑誌
- ENJI (早稲田大学ファッション雑誌、2017年、20号)
- B.L.T. (東京ニュース通信社、2020年11月24日、1月号)
- ランナーズ (アールビーズ、2022年3月号) - 表紙
- Non-no (集英社、2022年4月20日号) - 「貴島明日香の５つの顔」- コメント

## その他
- 美学生図鑑（WEB、2017年）[2]